# Remigia subtilis
Mocis latipes là một loài bướm đêm trong họ Erebidae.

## Hình ảnh

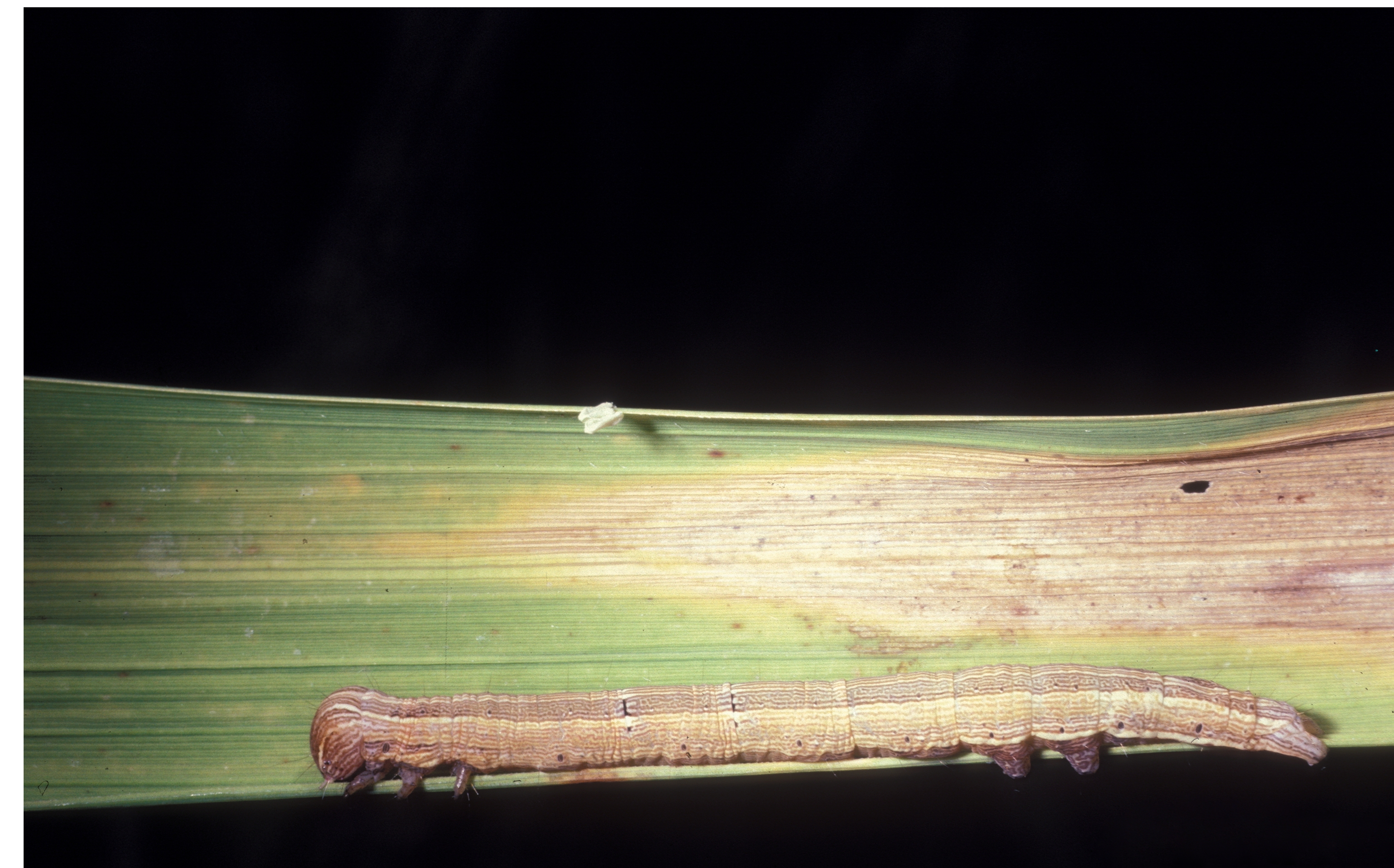